# Campagnes des Tang contre les Turcs occidentaux
Les Campagnes des Tang contre les Turcs occidentaux, sont une série de campagnes militaires organisées durant le VIIe siècle par la dynastie chinoise des Tang, contre le Khaganat des Turcs Occidentaux, une des branches du peuple Göktürk. Les premiers conflits sont le résultat d'une intervention des Tang dans la rivalité qui oppose les deux branches du peuple des Göktürks : les Turcs Occidentaux et les Turcs Orientaux. À ce moment-là, les Tang cherchent juste à maintenir cette division pour affaiblir les deux camps. Les hostilités prennent une autre dimension pendant le règne de Tang Taizong, qui lance des expéditions dans les Régions de l'Ouest (西域) contre Gaochang en 640, Karachahr en 644 et 648, et Kucha en 648.
Les guerres contre les Turcs occidentaux continuent sous le règne de l'empereur Tang Gaozong, et le Khaganat finit par être annexé après la victoire du général Su Dingfang contre le qaghan Ashina Helu (en) en 657. Les Turcs occidentaux tentent bien de prendre le contrôle du Bassin du Tarim en 670 et 677, mais ils sont repoussés par les Tang. En 712, le second Khaganat Turc défait les Turcs occidentaux, qui sont divisés et affaiblis, puis absorbe les tribus des vaincus.
Les zones contrôlées par la Chine des Tang sont dès lors imprégnées par l'influence culturelle chinoise; mais aussi par celle des troupes turques au service des Tang, qui stationnent dans la région. À la fin de la campagne de 657, la dynastie Tang a atteint sa plus grande étendue. Après cette date, les Turcs, les Tibétains, les Arabes et les Tang vont s'affronter pour le contrôle de l'Asie centrale, ce jusqu’à l'effondrement de la dynastie chinoise au Xe siècle.

## Situation des turcs avant le début des campagnes
À la suite d'une guerre civile, le peuple turc des Göktürk se sépare en deux branches: le Khaganat des Turcs occidentaux et le Khaganat des Turcs orientaux. Alliés de l'Empire byzantin, les Turcs occidentaux se retrouvent embourbés dans les conflits entre Byzance et les Sassanides. Mais très vite, ils tirent profit du déclin des Turc orientaux pour s'étendre et s'emparer des territoires de ces derniers.

## Premiers conflits
En 619, l'empereur Tang Gaozu, le prédécesseur de Tang Taizong, autorise l'assassinat d'un qaghan des Turcs occidentaux par leurs "frères ennemis", les Turcs orientaux. L’assassinat a lieu le 2 novembre de la même année. À cette époque, les relations entre les Tang et les Turcs ne se sont pas encore dégradées, les Turcs orientaux étant les suzerains des Tang de 618 à 620. Après cette date, il y a un renversement d'alliance au profit des Turcs occidentaux et tout au long du règne du qaghan Tong Yabghu (618-628), ces derniers sont très proches des Tang.
Les relations se tendent après la mort de Tong Yabghu et pendant le règne de l'empereur Taizong. En 641, ce dernier fomente une guerre civile entre les différentes confédérations de tribus des Turcs occidentaux, en soutenant le qaghan Isbara Yabghu. En agissant ainsi, il applique une stratégie chinoise connue sous le nom de "utiliser des barbares pour contrôler des barbares.". Malheureusement pour eux, les Tang n'ont pas choisi le bon chef turc, car c'est le qaghan Tu-lu qui va sortir vainqueur du conflit. Après avoir envahi les royaumes des oasis contrôlés par Isbara Yabghu, il assassine son rival et unifie à son profit le Khaganat des Turcs occidentaux.
Après cette réunification, Tu-Lu commence à organiser des raids contre les villes chinoises. En 642, l'empereur Tang Taizong intervient une fois de plus dans les affaires internes des Turcs en aidant des opposants à Tu-Lu qui se révoltent. Pour être précis, ce sont les tribus turques révoltées qui demandent de l'aide à Taizong en envoyant des messagers à Chang'an. L'empereur chinois leur répond en intronisant un nouveau qaghan, Irbis seguy. Ce dernier réussit à chasser Tu-Lu du pouvoir et prendre le contrôle de toutes les tribus turques, pendant que l'ancien qaghan s’enfuit en exil.
La cour de Tang et les Turcs occidentaux commencent alors à négocier le contrôle des cinq royaumes des oasis du Bassin du Tarim. De son côté, Irbis seguy cherche renforcer ses liens avec les Tang à travers un mariage royal avec une princesse Tang. Mais les négociations achoppent sur un problème de taille : bien que ces royaumes soient des vassaux des Turcs, Irbis Seguy n'a pas le pouvoir de simplement les céder au Tang. Les échanges diplomatiques ne mènent à rien et s’arrêtent lorsque Taizong commence son invasion du bassin du Tarim.

## les campagnes contre les royaumes des oasis

### La campagne contre Karakhoja
Contrôlé de manière sporadique par les dynasties chinoises précédentes, le royaume de Karakhoja a une importante population chinoise. Il est fortement influencé par la culture chinoise et de tous les royaumes des oasis, il est le plus proche de la Chine des Tang. Karakhoja est gouverné depuis 498 par le clan Qu, qui est à la tête du plus sinisé des royaumes du bassin du Tarim. Pendant le règne des Qu, le chinois est la langue écrite officielle de Karakhoja, les classiques chinois sont enseignés aux étudiants et la bureaucratie gouvernementale est basée sur la structure politique de la Chine impériale.
Lorsque le qaghan Tu-lu arrive au pouvoir en 638, il offre à Karakhoja la protection militaire des Turcs occidentaux, ce qui revient à faire du royaume son vassal. Avec le soutien des Turcs occidentaux, Karakhoja bloque la route commerciale de la route de la soie, qui relie la Chine des Tang à l'Asie centrale. Au début, ce blocus vise surtout le royaume voisin de Karachahr, qui est en train de développer une route commerciale directe avec la Chine pour contourner Karakhoja. Mais finalement, c'est la Chine qui réagit et l'empereur Taizong lance contre Karakhoja une campagne militaire dirigée par le général Hou Junji. L'armée atteint Karakhoja en 640 et inflige une défaite écrasante aux armées du royaume; aidé en cela par le fait que les troupes des Turcs occidentaux envoyées pour défendre Karakhoja s'enfuient pendant que les soldats des Tang approchent. Le fils de Qu Wentai, le roi de Karakhoja, capitule et l'ancien royaume est annexé.

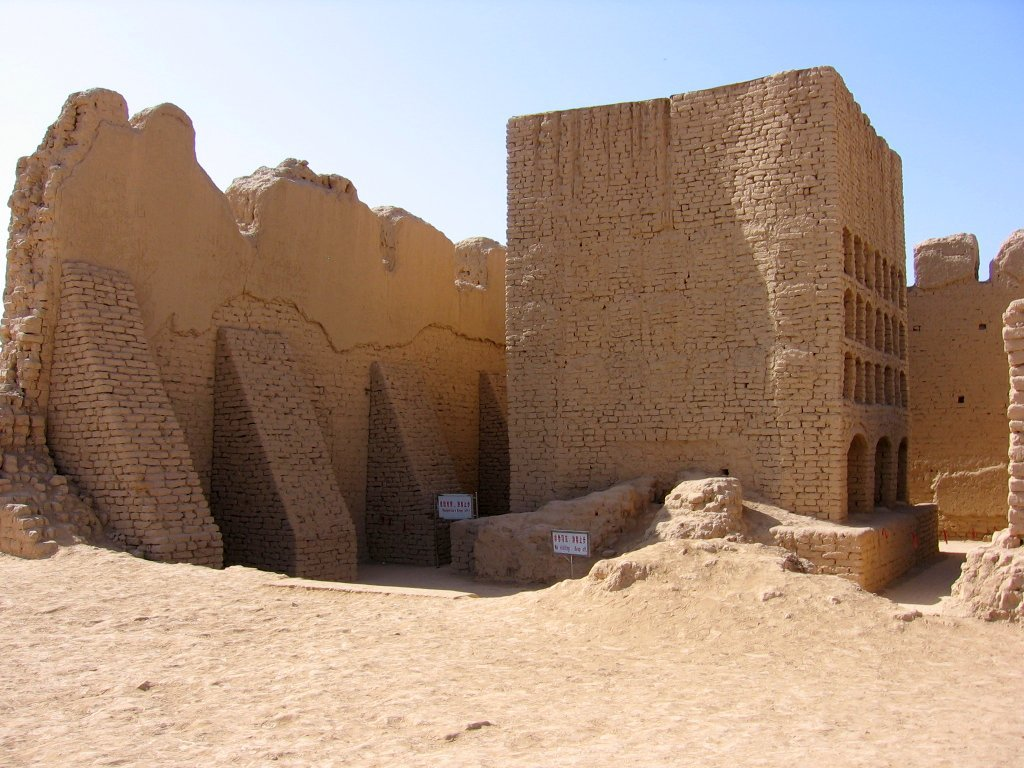
Les ruines de Karakhoja

À la suite de cette annexion, l'ancien royaume de Karakhoja est placé sous l'administration directe des Tang et est réorganisé comme une préfecture. Karakhoja est intégrée dans le protectorat d'Anxi, ou Protectorat général pour pacifier l'Ouest, qui est établi pour gouverner les Régions de l'Ouest. Peu de temps après la conquête, un recensement de la population est effectué pour mettre en œuvre le [Quoi ?], qui doit obligatoirement être mis en place dans toutes les préfectures chinoises. C'est grâce à cela que l'on sait qu'en 640 on trouve 8 000 ménages et 37 700 habitants dans la capitale de l'ex-royaume.
La chute et l'annexion de Karakhoja provoque soupçons et inquiétude au sein du royaume de Karachahr. Se sentant menacé par les troupes chinoises stationnées dans la région, Karachahr choisi de s'allier avec les Turcs occidentaux. Les Tang ripostent en lançant une série de campagnes militaires contre ce royaume.

### Les campagnes contre Karachahr
Pourtant, au début, rien ne semblait indiquer qu'il y aurait un conflit entre la Chine et Karachahr. En effet, en 632, ce royaume choisit de verser un tribut à la Chine des Tang, la même année que les royaumes de Kachgar et Khotan et trois ans avant celui de Yarkand. Par contre, si le royaume de Karakhoja était sinisé, celui de Karachahr est influencé par la culture persane, le Bouddhisme et la culture gréco-bouddhiste des royaumes afghans.
Les relations entre la Chine et les rois de Karachahr ne se dégradent vraiment qu’après l'annexion de Karakhoja et l'installation d'une garnison chinoise sur place. La situation et son évolution sont assez ironiques, puisque c'est le blocus de Karachahr par Karakhoja qui a servi de prétexte à cette annexion. C'est donc une intervention militaire chinoise visant, officiellement, à aider Karacharh, qui finit par déclencher un conflit entre les deux pays.

#### La campagne de 644
En 644 Karachahr arrête de verser un tribut aux Tang et devient un allié des Turcs occidentaux, qui étaient déjà les suzerains du royaume avant 632. Pour sceller cette alliance, un mariage royal est organisé entre les deux familles régnantes. Le royaume de Kucha, qui est également un vassal des Tang, se joint à la révolte de Karachahr, car eux aussi ont peur que la Chine ne s'étende dans la région à leurs dépens. Tang Taizong riposte en envoyant une armée dirigée par Guo Xiaoke, le protecteur-général du Protectorat d'Anxi, pour mater la rébellion. Long Lipozhun, un frère du roi de Karachahr, fait défection au profit des Tang et guide les troupes de Xiaoke. Ce dernier organise une attaque surprise, en prenant un chemin détourné pour marcher sur la ville avant de lancer une attaque à l'aube. Karachahr tombe entre les mains des Tang et le roi Long Tuqizhi est capturé par les troupes chinoises après avoir fouillé les douves qui entourent la ville. Guo Xiaoke fait de Long Lipozhun le nouveau roi de la cité et repart avec son armée vers Karakhoja, avec Long Tuqizhi comme prisonnier. De leur côté, les Turcs occidentaux envoient 5 000 cavaliers pour aider Karachahr, mais ces renforts arrivent trois jours après le départ de Guo. Les Turcs s'emparent de la ville et de Long Lipozhun, avant de se lancer à la poursuite des Chinois. Ils rattrapent l'armée de Guo Xiaoke, mais sont vaincus par les troupes des Tang. L'un des dirigeants des Turcs Occidentaux envoie ensuite un Tudun (en) pour diriger Karachahr, mais ce dernier quitte la ville après avoir reçu des menaces de Tang Taizong. Finalement, livrés à eux-mêmes, les habitants de Karachahr choisissent Xue Apo'anazhi, un cousin de Long Lipozhun, comme nouveau roi et restent des vassaux des Turcs occidentaux.

#### La campagne de 648
Les Tang réagissent en envoyant une nouvelle armée, commandée par le général Ashina She'er, un membre de la famille royale du clan turc des Ashina. She'er part attaquer Kucha, l'autre ville rebelle, en 648, avec une armée composée de 100 000 cavaliers, des soldats auxiliaires appartenant aux Tiele. Après avoir divisée son armée en cinq colonnes, She'er contourne Karachahr et marche sur son objectif en traversant la Dzoungarie, ce qui va lui permettre d'attaquer Kucha par le nord. Mais cet endroit est le territoire des Chuyue (Chigil?) et des Chumi, deux tribus turques alliées de Kucha qui attaquent les Chinois. Ces tribus sont balayées par She'er, qui entre ensuite dans le bassin du Tarim. Bien que l'expédition des Tang ne vise pas directement Karachahr, le roi Apo'anazhi fuit sa capitale et tente d'échapper aux forces Tang en partant vers l'est de Kucha, dans l'espoir d'y trouver une position plus facile à défendre. Sa fuite s’achève par un échec, car les soldats d'Ashina She'er le poursuivent, le capturent et l'exécutent. Après cela, les Tang prennent à nouveau le contrôle de Karachahr et installent sur le trône Xiannazhun, un cousin Pro-Tang de Long Lipozhun.
Lorsque le siège du Protectorat d'Anxi est déplacé de Karakhoja à Kucha en 658 ou 659, Karasahr devient l'une des quatre garnisons que les Tang installent pour contrôler la région, les trois autres étant Kucha, Khotan, et Kashgar. Cependant, les sources existantes ne permettent pas de savoir avec certitude si des troupes Tang étaient stationnées à Karasahr entre 648 et 658.

### La campagne contre Kucha
Après la prise de Karachahr, Ashina She'er revient à sa mission initiale et marche sur Kucha, qui est défendue par 50 000 soldats. Ashina She'er décide de leur tendre un piège pour éviter de devoir soutenir un siège interminable. Il envoie un groupe de 1 000 cavaliers devant les murs de la ville, qui sert de leurre. Les troupes kuchiennes attaquent ce petit groupe et le poursuivent lorsque les cavaliers commencent à se replier. Un peu plus loin, les Kuchiens tombent dans une embuscade et sont attaqués par des troupes Tang bien plus nombreuses. Vaincus, les soldats de Kucha sont obligés de battre en retraite et de se réfugier à Aksou, un autre royaume du bassin du Tarim. She'er fait prisonnier le roi de la cité, après un siège de 40 jours qui s’achève avec la reddition des troupes de Kucha le 19 janvier 649. Un des officiers d'Ashina She'er, agissant en tant que diplomate, avait réussi à persuader les chefs de la région de se rendre au lieu de riposter, ce qui, combiné à la précédente défaite, a contraint Kucha à se rendre.
Une fois la ville passée dans le giron chinois, Guo Xiaoke est nommé à Kucha comme Protecteur Général du Protectorat général pour pacifier l'Ouest. Le siège du Protectorat Général est donc déplacé de Karakhoja, son emplacement d'origine, à Kucha. Alors q'Ashina était à la poursuite du roi de Kucha, Nali, un seigneur kuchéen, est parti demander l'aide des Turcs occidentaux. Ceux-ci répondent à l'appel et aident les soldats de Kucha à chasser les Chinois de la ville, Xiaoke finissant par être assassiné. La riposte des Tang ne se fait pas attendre et Ashina She'en retourne à Kucha, s'empare de cinq des villes du Royaume et force les autres villes à se rendre. Le contrôle de Tang sur le royaume étant rétabli, les autorités chinoises font monter sur le trône un frère de l'ancien roi, qui était jusqu'alors un Yabgu ou vice-roi, qui se reconnait comme étant un sujet de l'Empire Tang.
Après avoir fait ériger une stèle pour commémorer leur victoire, les Tang emmènent Haripushpa, l'ancien roi de Kucha, et les principaux généraux de son armée jusqu'à la capitale des Tang, comme prisonniers. Selon la loi en vigueur sous les Tang, la peine capitale est la punition pour toute forme de rébellion. Mais l'empereur Tang Taizong offre son pardon au roi et le lui rend sa liberté après qu'il a participé à un rituel de vénération des ancêtres de l'empereur. Taizong décerne également au roi le grade de Grand Commandant de l'Armée pour les Gardes Militants de la Gauche. Les généraux kuchéens sont également graciés et reçoivent aussi des titres.

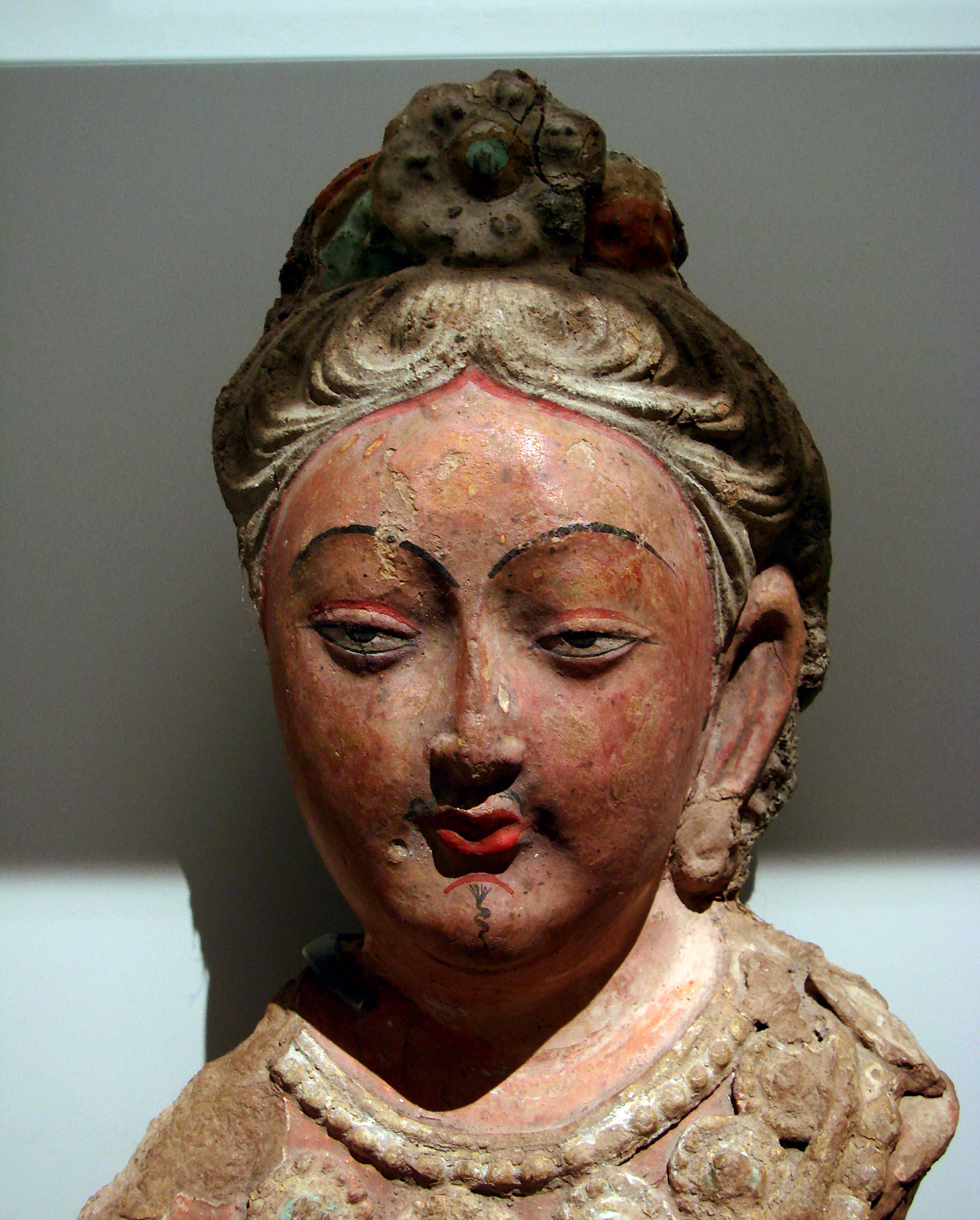
Buste d'un bodhisattva de Kucha, VIIe siècle-VIIe siècle siècles.

Dans le bassin du Tarim, Ashina She'er est moins magnanime que son empereur. En effet, en représailles pour la mort de Guo Xiaoke, il ordonne l'exécution de 11000 Kuchéens par décapitation. Les chroniques de l'époque indiquent qu' «il a détruit cinq grandes villes et avec elles de nombreuses myriades d'hommes et de femmes... les terres de l'Occident ont été saisis de terreur.» Après la défaite de Kucha, Ashina envoie une petite force de cavalerie légère, commandée par le lieutenant Xue Wanbei à Khotan, un autre royaume des oasis qui est alors gouverné par le roi Yuchi Fushexin. La simple menace d'une invasion suffit à persuader le roi de se rendre personnellement à la Cour des Tang. Il faut noter que, malgré, ou à cause de, ce voyage et cette soumission personnelle, aucune garnison Tang n'est envoyée à Khotan.
L'ancien roi de Kucha et ses généraux restent à la Cour des Tang jusqu'en 650, date à laquelle ils sont renvoyés à Kucha après qu'il est devenu clair que le vide politique créé par leur absence a fait sombrer le royaume dans un état de guerre civile et d'anarchie.

## Campagne contre les Turcs Occidentaux
Le conflit direct entre les Tang et les Turcs ne commence véritablement que lorsque Ashina Helu (en), un ancien général des Tang en poste dans le Gansu, s'enfuit vers l'Ouest et s'autoproclame qaghan des Turcs occidentaux. Après avoir unifié les tribus turques en un seul khaganat, Helu envahit les royaumes du bassin du Tarim et lance des attaques fréquentes contre les villes frontalières des Tang. L'empereur Tang Gaozong, le fils et successeur de Taizong, réagit en envoyant une armée, commandée par Su Dingfang, combattre les Turcs occidentaux.
10 000 cavaliers ouïghours participent à cette campagne en tant qu'alliés des Tang. Ils sont de facto sous les ordres de Porun, un chef ouïghour mis au pouvoir par l'empereur Taizong, qui supervise la cavalerie de l'armée en tant que vice-commandant. L'armée est commandée par le Protecteur-Général et le Vice-Protecteur-Général de Yaran, les deux administrateurs du protectorat de Yaran. L'armée part d'Ordos en mars et traverse plus de 3 000 km de steppes et de désert, sans s'arrêter dans les royaumes des oasis pour se ravitailler. Sur le trajet, des tribus comme les Chumkun et les Su envoient des hommes supplémentaires rejoindre l'armée chinoise. Les troupes atteignent la région correspondant actuellement au Kirghizistan en novembre, ce qui les oblige à endurer les rudes conditions hivernales.
Ashina Helu réagit en levant une armée pour combattre cette invasion et confie le commandement des divisions protégeant les flancs de l'armée turque à Ashina Mishe (en) et Ashina Buzhen (en), deux de ses rivaux. Les deux armées s'affrontent lors de la bataille de la rivière Irtych (en), un cours d'eau (Irtych) de la région de l'Altaï, durant laquelle Su Dingfang défait l'armée de 100 000 cavaliers de Ashina Helu (en). Ce dernier est pris au dépourvu par une embuscade tendue par Su et ses troupes subissent de très lourdes pertes. Le qaghan tente de fuir à Tachkent, mais il est capturé le lendemain de sa défaite et envoyé à la capitale des Tang comme prisonnier. À la suite de la capture de leur qaghan, les autres tribus des Turcs occidentaux se rendent,. Tout comme son père l'avait fait avec Haripushpa, Gaozong gracie Helu, mais ce dernier n'a pas le temps de profiter de sa liberté retrouvée, car il meurt l'année suivante.

## Les campagnes ultérieures
La dissolution des Khaganats met fin à l'unité des tribus des Turcs occidentaux. En 670, une tribu des Turcs occidentaux alliée à l'empire du Tibet envahit le bassin du Tarim, ce qui oblige les Tang à abandonner de nouveau le protectorat d'Anxi et à se replier sur Tourfan. Les Chinois reprennent le contrôle des royaumes des Oasis entre 673 et 675, et le protectorat est rétabli.
En 677, les Turcs occidentaux et leurs alliés tibétains mènent une deuxième expédition militaire contre les Tang dans le bassin du Tarim. Mais cette fois-ci, leur conquête échoue, car ils sont repoussés par les Tang et vaincus en 679. Les Chinois capturent le chef des Turcs occidentaux et annexent Tokmak, qui est transformé en base militaire.
En 682, Elterich fonde le Second Empire Turc à la suite d'une révolte et prend le titre d'Ilterish Qaghan. À peine arrivé au pouvoir, il multiplie les attaques contre la Chine des Tang, puis entre 687 et 691, il soumet les Ouïghours et les Neuf Oghuz, d'autres confédérations de tribus turques, avant de s'installer aux sources de l'Orkhon. Il meurt en 692 et c'est son frère qui lui succède sous le nom de Kapaghan Qaghan. Ce dernier continue d'attaquer les Chinois et d'agrandir le territoire du Khaganat. En 712, Kul-tégin (en), le fils d'Ilterish et neveu du qaghan, défait ce qu'il reste des Turcs occidentaux, qui sont alors membres de la confédération Turgis. Définitivement vaincus, les Turcs occidentaux sont absorbés par le nouvel empire.

## Impact historique
Durant toute l'existence du Protectorat général pour pacifier l'Ouest, et même durant les siècles qui suivent sa chute, les Tangs vont fortement influencer les peuples d'Asie centrale dans le domaine de l'art, du commerce et de la politique. Ainsi, les monnaies chinoises restent utilisée dans la région correspondant au Xinjiang, même après que les Tang se soient retirés d'Asie centrale. L'art d'Asie centrale a adopté beaucoup d'éléments stylistiques provenant de l'art chinois des Tang, comme les céramiques Sancai tricolores. Selon les sources chinoises, même après la chute de la dynastie Tang, les États et hommes politiques turcs continuent de valoriser les liens avec les cours des dynasties du Nord de la Chine, pour en tirer une forme de prestige. Toujours sur le plan politique, les khans des Qarakhan et des Kara-Khitans portent des titres comme Tabghach ou Khitay, dont les noms sont tirés de ceux des royaumes du Nord de la Chine. Enfin, des influences architecturales Tang sont visibles dans l'architecture bouddhiste de Dunhuang.

### Controverse sur la disparition de la culture indoeuropéenne au Xinjiang
Pour certains historiens, comme René Grousset et Howard J.Wechsler, les campagnes des Tang marquent la fin du Xinjiang indo-européen, car c'est à ce moment que les influences linguistiques et culturelles turques se seraient propagées en Asie centrale,. La Chine des Tang serait responsable de l'afflux de migrants turcs, en raison du grand nombre de Turcs qui ont servi dans l'armée chinoise comme soldats et généraux pendant les expéditions militaires de la dynastie,,.
Cette thèse ne fait pas l'unanimité et est combattue par d'autres historiens, comme Edward H. Schafer (1913-1991) : la culture indo-européenne de Kucha a prospéré au cours des VIIe et VIIIe siècles, la musique kuchéenne étant populaire dans la capitale Tang, en partie en raison de l'arrivée de musiciens Kuchéens à la cour des Tang. Schafer voit la turquification du bassin du Tarim comme un développement ultérieur, qui a lieu après la fin de la dynastie Tang et n'a aucun rapport avec le protectorat que les Tang avaient instauré dans le bassin du Tarim.